# Squadre d'azione
Le squadre d'azione furono un insieme di organizzazioni paramilitari sorte in Italia nel 1919 allo scopo di reprimere le rivolte del "biennio rosso". Facevano riferimento ai Fasci italiani di combattimento. Il 1º febbraio 1923 il governo Mussolini istituzionalizzò le squadre d'azione facendole confluire nella Milizia Volontaria per la Sicurezza Nazionale.

## Attività paramilitari
La pratica delle spedizioni punitive venne basata sulle tecniche d'assalto e sulle tattiche degli arditi, confluiti in massa nelle squadre d'azione. La definizione venne mutuata dalla celebre, ma fallimentare, Strafexpedition austriaca sul fronte degli Altopiani nel 1916 e indica un concentramento di uomini contro un solo obiettivo: di norma, una sede socialista o sindacale (più raramente di altri movimenti rivali, come i popolari o i repubblicani). L'azione spesso era condotta anche con metodi spettacolari o goliardici, tesi non solo a impaurire l'avversario, ma anche a scoraggiare eventuali suoi sostenitori più tiepidi, nonché a suscitare simpatia nell'ampia "area grigia" che non intendeva schierarsi inizialmente né con l'una né con l'altra parte.
Gli squadristi si avvicinavano a bordo di camion aperti (generalmente i BL 18 in dotazione all'Esercito), cantando inni e mostrando le armi e i manganelli, quindi assalivano l'avversario praticando una sistematica devastazione: si colpivano le sedi e i luoghi di aggregazione dei partiti (principalmente il partito socialista), le Camere del Lavoro, le sedi di cooperative e leghe rosse. Queste venivano danneggiate o, spesso, completamente devastate, le suppellettili e le pubblicazioni propagandistiche bruciate nella pubblica piazza, gli esponenti o i militanti delle fazioni avverse bastonati e costretti a bere olio di ricino. Tali azioni di norma davano luogo a scontri fisici o con bastoni; spesso però, specialmente nelle fasi più calde del conflitto, diventava frequente l'uso di armi da fuoco e persino da guerra, cosicché le azioni terminavano con feriti e morti, sia tra le diverse fazioni in campo, sia tra le forze dell'ordine.
Solo in certi episodi, gli scontri fra gli squadristi e i loro avversari politici avvenivano per iniziativa di questi ultimi, e in particolare dei comunisti, che ambivano a porsi come avanguardia e a prendere il posto dei socialisti; perciò, in alcune località, dimostrando aggressività e intransigenza, si ponevano a capo dei proletari esacerbati dalle incessanti violenze squadriste e dalla parzialità delle forze di polizia; quasi sempre, però, la responsabilità dei conflitti era da attribuirsi ai fascisti, il cui obiettivo era di smantellare completamente le organizzazioni operaie e di intralciare con la violenza il corretto svolgimento delle consultazioni elettorali.
Giacomo Matteotti, in un discorso parlamentare del 10 marzo 1921, tracciò la seguente vivida descrizione delle "spedizioni punitive" squadriste nel suo collegio elettorale:
(Giacomo Matteotti)
È da evidenziare che le squadre d'azione non erano costituite solo da attivisti (come ad esempio Dino Grandi, Italo Balbo, Giuseppe Bottai, nomi di spicco dello squadrismo), poiché all'interno di esse andarono a inserirsi personaggi con un passato personale discutibile e precedenti penali anche gravi (come l'omicidio) e dediti allo sfogo della propria indole violenta.
Gli squadristi per ogni eventualità avevano a loro disposizione un coltello per la lotta corpo a corpo, ma anche armi da fuoco (generalmente pistole) e, in alcuni casi, bombe a mano sipe e thévenot. L'esperienza delle trincee e il legame di cameratismo, assieme soprattutto alla struttura fortemente gerarchizzata e alla superiorità numerica e di armamento erano un atout delle squadre sugli avversari. Le fazioni più estreme di comunisti e anarchici opposero una forte resistenza e si organizzarono negli Arditi del popolo e nelle formazioni di difesa proletaria, riuscendo in alcuni casi a fronteggiare i fascisti (Fatti di Parma).
Gli avversari politici, quando erano troppo inferiori in numero per affrontare le squadre d'azione a viso aperto, si contrapponevano con azioni di guerriglia, che scatenavano reazioni molto dure da parte dei fascisti, i quali consideravano tali azioni come "vili". Gaetano Salvemini ha scritto che tra l'ottobre 1920 e l'ottobre 1922 si ebbero 406 morti fra "bolscevichi", socialisti massimalisti e comunisti e 303 tra i fascisti oltre a un elevato numero di morti fra le forze dell'ordine e i cosiddetti crumiri.

## Organizzazione

Roberto Farinacci, capo dello squadrismo intransigente

Le squadre normalmente nascevano raccogliendosi attorno a un caposquadra, che spesso emergeva grazie al proprio carisma e alla spregiudicatezza; spesso si trattava di un reduce decorato della Grande Guerra.
La presenza di ex arditi con il loro culto del capo rendeva le squadre estremamente disciplinate verso il caposquadra e il federale.

### Maggiori esponenti

#### Quadrumviri
Un quadrumvirato ebbe il compito di guidare le squadre d'azione fasciste durante la Marcia su Roma:
- Italo Balbo
- Michele Bianchi
- Emilio De Bono
- Cesare Maria De Vecchi

#### Capi Squadre d'azione
Tra i più importanti capi, personalità e intellettuali dello squadrismo troviamo:
- Leandro Arpinati, Bologna
- Italo Balbo, Ferrara
- Bernardo Barbiellini Amidei, Piacenza
- Arconovaldo Bonacorsi, Bologna
- Giuseppe Caradonna, Foggia
- Giorgio Alberto Chiurco, Siena
- Alfredo Cucco, Palermo
- Araldo di Crollalanza, Bari
- Ines Donati, Roma (una delle poche donne squadriste)
- Amerigo Dumini, Firenze
- Roberto Farinacci, Cremona
- Cesare Forni, Pavia
- Enzo Emilio Galbiati, Monza

- Francesco Giunta, Trieste
- Dino Grandi, Bologna
- Ulisse Igliori, Roma
- Mino Maccari, Siena
- Curzio Malaparte, Prato
- Pietro Marsich, Venezia
- Ettore Muti, Ravenna
- Aurelio Padovani, Napoli
- Dino Perrone Compagni, Firenze
- Giorgio Pini, Bologna
- Raffaello Riccardi, Pesaro
- Renato Ricci, Carrara
- Achille Starace, Trentino-Alto Adige
- Albino Volpi, Milano

#### Agrari-squadristi
A testimoniare dell'importanza assunta dallo squadrismo agrario, ci sono i casi di proprietari terrieri che non si limitano a finanziare lo squadrismo, ma diventano essi stessi personalità di spicco del movimento e spesso partecipano in prima persona alle azioni.
- Cesare Balestreri, agrario di Cremona
- Giuseppe Bellinetti, nel Polesine
- Cesare Forni, possidente della Lomellina
- il conte Ercole Premoli, possidente agrario di Crema
- Enea Venturi, agricoltore e bonificatore della provincia di Bologna

## Simboli

Uno dei primi gagliardetti fascisti. Questo di Trieste riporta il motto dannunziano "Quis contra nos?"

Le squadre d'azione solitamente si riunivano in bar al di fuori della sede del Fascio dove costituivano il loro punto di raccolta. Qui erano anche raccolti i trofei sottratti agli avversari, in particolare le bandiere rosse simbolo dei socialisti, spregiativamente chiamate "stracci", che venivano esposte al pubblico. Allo stesso modo si comportavano i socialisti e poi i comunisti, infatti molte delle risse che scoppiavano avvenivano solitamente nei pressi dei locali frequentati dall'una o dall'altra parte. L'abituale e costante frequentazione di particolari bar creava un grande spirito di coesione e di "cameratismo" tra gli avventori. Perquisizioni effettuate dalla polizia nei locali degli squadristi rinvennero numerosi manganelli e anche qualche rivoltella, questo armamento serviva all'abbisogna sia per difendere il locale da probabili assalti degli avversari sia di scorta durante le spedizioni punitive.
Le squadre avevano come simbolo un gagliardetto nero, con sopra un motto o il nome. Questo era affidato a un portabandiera e la sua difesa era considerata come il massimo dovere. In seguito il gagliardetto veniva portato in corteo e, lungo la strada, salutato dagli squadristi e dalla popolazione a costo di qualche scapaccione a chi non lo facesse (il famoso "giù il cappello!"). Simbolo degli squadristi era il teschio mutuato dagli arditi.
Poco a poco, a partire dalle squadre d'azione del ferrarese, si diffuse anche l'uso di indossare la camicia nera. Italo Balbo si vantò in seguito di aver guidato a Ferrara la prima spedizione in cui tutti gli squadristi indossavano una camicia nera. 
Grande importanza assunse il culto dei martiri fascisti, tanto da dare vita a rituali ben precisi come quello del "Presente!" di dannunziana memoria, scandito tre volte dal gruppo sugli attenti dopo la pronuncia del nome del caduto. Mussolini, ad esempio, durante l'orazione funebre del fascista Franco Baldini ucciso da militanti comunisti, parlò del defunto definendolo non una vittima ma, appunto, un martire. Nelle cerimonie funebri dei caduti fascisti si usava disporre numerose bandiere tricolori e cercare la partecipazione di associazioni di arma e di reduci di guerra. Alla cerimonia intervenivano anche moltissimi fascisti di altre città portando appresso i gagliardetti della propria squadra.
Tra i caduti più importanti si ricordano Rino Daus e Giovanni Berta, insigniti del titolo di martiri della rivoluzione fascista e condotti a simbolo della guerra civile.
Un momento di grande passione nazionale al quale parteciparono gli squadristi fu la translazione della salma del Milite Ignoto il 4 novembre 1921, in alcune città le manifestazioni in onore del Milite Ignoto furono promosse dai locali Fasci e, in alcune città come Grosseto, causarono scontri con i repubblicani. A questo tipo di celebrazione solamente socialisti e comunisti non aderirono.
Fu adottata anche una "patrona degli squadristi", la Madonna del manganello.

### Nomi più ricorrenti delle squadre d'azione

Il sedicenne Gastone Bartolini, ex legionario fiumano e squadrista ucciso a Sarzana

Il nome della  squadra era deciso direttamente dagli appartenenti alla medesima. Ricorrono più spesso: nomi legati alla storia nazionale, come Giuseppe Garibaldi; termini e nomi relativi a vicende recenti come l'Impresa di Fiume, che porta a intitolazioni alla città di Fiume e a Gabriele D'Annunzio; ma si sceglievano anche nomi goliardici, di norma truci o spavaldi, il più frequente dei quali sembra essere "La Disperata". Dopo la morte dei primi fascisti vennero intitolate squadre ai caduti, come Gastone Bartolini, deceduto dopo uno scontro a fuoco tra squadristi e regi carabinieri noto come i "Fatti di Sarzana".
- La Disperata
- Giovinezza
- Arditi della morte
- Ardita
- Filippo Corridoni

- Me ne frego
- Asso di bastoni
- La Ramazza
- Gastone Bartolini

### Inni e canti
- Giovinezza
- Fiamme Nere
- Stornelli sull'aria del "Sor Capanna" e di Bombacè
- All'armi!